# Corea del Sur en los Juegos Olímpicos de Pekín 2022
Corea del Sur estuvo representada en los Juegos Olímpicos de Pekín 2022 por un total de 64 deportistas, 34 hombres y 30 mujeres, que compitieron en 13 deportes.
Los portadores de la bandera en la ceremonia de apertura fueron los patinadores de velocidad Kwak Yoon-Gy y Kim A-Lang.

## Medallistas
El equipo olímpico surcoreano obtuvo las siguientes medallas:
| Nombre                                                  | Deporte                              | Competición       |
| ------------------------------------------------------- | ------------------------------------ | ----------------- |
| Oro                                                     |                                      |                   |
| Hwang Dae-Heon                                          | Patinaje de velocidad en pista corta | 1500 m M          |
| Choi Min-Jeong                                          | Patinaje de velocidad en pista corta | 1500 m F          |
| Plata                                                   |                                      |                   |
| Cha Min-Kyu                                             | Patinaje de velocidad                | 500 m M           |
| Chung Jae-Won                                           | Patinaje de velocidad                | Salida en grupo M |
| Choi Min-Jeong                                          | Patinaje de velocidad en pista corta | 1000 m F          |
| Choi Min-Jeong Kim A-Lang Lee Yu-Bin Seo Whi-Min        | Patinaje de velocidad en pista corta | Relevos 3000 m F  |
| Lee June-Seo Hwang Dae-Heon Kwak Yoon-Gy Park Jang-Hyuk | Patinaje de velocidad en pista corta | Relevos 5000 m M  |
| Bronce                                                  |                                      |                   |
| Kim Min-Seok                                            | Patinaje de velocidad                | 1500 m M          |
| Lee Seung-Hoon                                          | Patinaje de velocidad                | Salida en grupo M |